# Blokus
Blokus es un juego de mesa de estrategia abstracto, para dos o hasta cuatro jugadores, inventado por Bernard Tavitian, y publicado por primera vez en el 2002 por Sekkoïa, una compañía francesa.[cita requerida] Ha recibido numerosos premios alrededor del mundo.[cita requerida] Fue adquirido en el 2009 por Mattel.[cita requerida]

## Modo de juego
La base de juego es un tablero cuadrado dividido en 20 columnas y 20 filas de casillas cuadradas (400 en total). Hay 84 piezas de juego, que vienen en 21 formas y 4 colores: azul, amarillo, rojo y verde. Las 21 formas son poliominós libres, de uno hasta cinco cuadrados (un monominó, un dominó, dos trominós, cinco tetrominós, y 12 pentominós).
Las reglas normales del juego son las siguientes:
- El orden de los turnos lo determinan los colores de las piezas de cada jugador, elegidas por sorteo: primero azul, segundo amarillo, tercero rojo y por último verde.
- Los cuadrados de cada pieza que se ponga sobre el tablero encajan todas con cuadrados de éste.
- La primera pieza que de cada color se coloque sobre el tablero debe tocar alguna de las esquinas de éste.
- Cada pieza nueva que se coloque debe tocar por una de sus esquinas la esquina de alguna otra pieza del mismo color, pero no puede tocar con uno de sus bordes el borde de otra pieza del mismo color.
- Cuando un jugador no puede colocar una pieza sobre el tablero, se pasa al siguiente, y los demás siguen jugando con normalidad. El juego se termina cuando nadie puede colocar una pieza.
- Se calcula la puntuación de cada jugador de la siguiente manera:
  - se le resta un punto por cada cuadrado de cada pieza que no haya colocado;
  - se le suman 15 puntos si ha colocado las 21 piezas de su color; o bien
  - se le suman 20 puntos si ha colocado las 21 piezas, y de última ha puesto la de un solo cuadrado (el monominó).[2]

## Variaciones
Existen tres versiones posteriores:

Las 21 formas de las fichas de Blokus.

- Blokus Trigon, en que el tablero es un hexágono dividido en casillas triangulares. Las piezas son poliamantes, es decir, poliformas compuestas de triángulos;[3]
- Blokus Duo, diseñado para dos jugadores, con dos juegos de piezas en vez de cuatro;[4]
- Blokus 3D, en el que las piezas, ahora compuestas de cubos, se colocan en un espacio tridimensional sobre el tablero.[5]